# TNA Impact!
TNA Impact! (stilisiert als TNA iMPΛCT!) oder einfach Impact  ist eine US-amerikanische Wrestling-Show, die von Total Nonstop Action Wrestling (TNA) produziert wird und derzeit auf AXS TV in den USA ausgestrahlt, das der Muttergesellschaft Anthem Sports & Entertainment gehört. Von 2004 bis 2013 und ab 2014 wird die Show in den Universal Studios Florida aufgezeichnet. 2013 wurde in variierenden Austragungsorten wöchentlich live gesendet.

## Geschichte

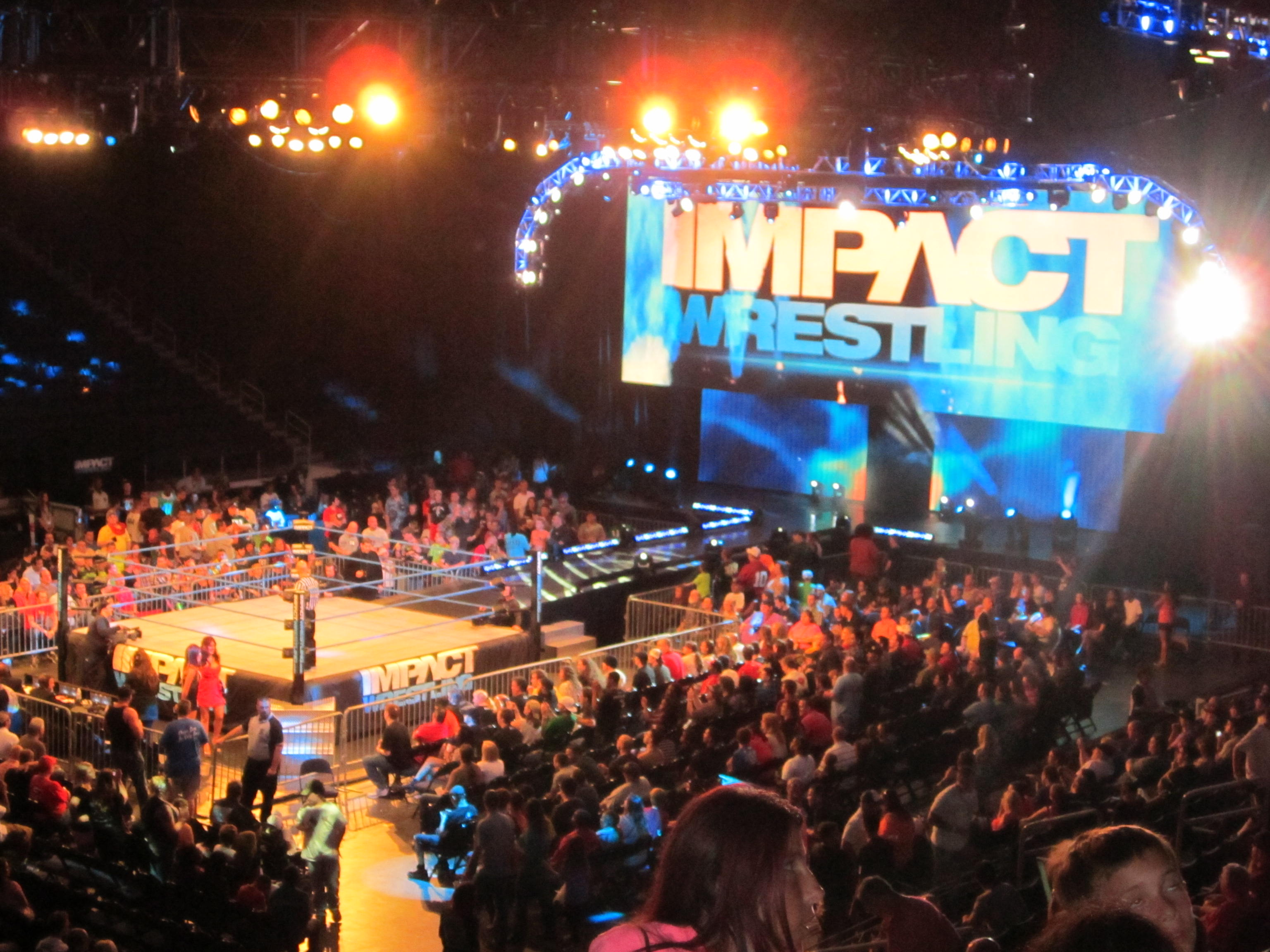
Die Impact Ausgabe vom 6. Juni 2013

Zum ersten Mal wurde TNA iMPACT! am 4. Juni 2004 auf Fox Sports Net (FSN) ausgestrahlt. Die Show wurde dienstags in den Universal Studios in Orlando (Florida) aufgezeichnet und freitags zwischen 16 und 17 Uhr auf FSN in den meisten Märkten (inkl. Europa und Asien) ausgestrahlt. Dabei zahlte man wöchentlich 30.000 $ für eine Stunde Sendezeit. Am 27. Mai 2005 wurde die letzte Episode von Impact auf Fox Sports Net ausgestrahlt. Die Sendung erreichte während der Ausstrahlungsdauer eine durchschnittliche Einschaltquote von nur 0,2.
TNA stand nun ohne TV-Deal da und arbeitete deswegen ab 1. Juli 2005 mit RealNetworks zusammen, um Impact von der offiziellen Website mit dem RealPlayer auszustrahlen. Außerdem wurde der Download von Impact mit BitTorrent freigegeben. Gleichzeitig begann man einen profitableren Vertriebsweg im TV zu suchen. Zuerst gab es Verhandlungen mit WGN, die jedoch zu keiner Einigung kamen. Am 21. Juli wurde der Vertragsabschluss mit Spike TV verkündet, die erste Ausstrahlung wurde auf Samstag, den 1. Oktober 2005 als Teil des sogenannten „Slammin' Saturday Night“-Blocks festgelegt. Vom 27. September 2005 bis zum 28. März 2006 wurden jeden zweiten Dienstag zwei Episoden von Impact aufgenommen. Im Gegensatz zu dem Deal mit Fox Sports musste TNA für die Sendezeit nicht bezahlen; dafür durfte Spike TV die Werbezeit verkaufen. Nachdem Spike TV am 6. Februar 2006 verkündete, TNA würde einen Sendeplatz in der Hauptsendezeit erhalten, wurde am 14. März jedoch bekanntgegeben, dass Impact stattdessen donnerstags um 23:00 Uhr nach der UFC-Show „The Ultimate Fighter“ ausgestrahlt werde. Die Wiederholung wurde auf Samstag, 23:00 Uhr verschoben. Wegen der neuen Sendezeit wurden die Episoden jeden zweiten Montag, beginnend mit dem 10. April 2006 aufgenommen. Die vorletzte Samstagsfolge von Impact am 1. April 2006 wurde gegen die WWE-Hall-of-Fame-Zeremonie auf dem USA Network ausgestrahlt, womit TNA- und WWE-Programme das erste Mal gleichzeitig liefen. Diese Episode erzielte das schlechteste Rating seit November 2005. Die Versetzung auf einen Sendeplatz um 21:00 Uhr wurde im September 2006 erneut angekündigt und wurde am 16. November mit einer 2-stündigen Spezialausgabe vollzogen. Jedoch wurde Impact bereits eine Woche später wieder mit der gewöhnlichen Sendezeit ausgestrahlt. Der Vertrag mit Spike TV lief Ende September 2007 aus, doch man konnte sich erneut einigen. Seit dem 4. Oktober 2007 strahlt TNA seine Hauptsendung nun zwei Stunden aus. Der Aufzeichnungsrhythmus von TNA war zu dieser Zeit sehr unregelmäßig. Meist wurden die Impact-Sendungen vor einem Pay-Per-View innerhalb weniger Tage aufgezeichnet. Im April 2006 verkündete TNA eine Partnerschaft mit YouTube, womit YouTube exklusives Videomaterial, wie z. B. Zusammenfassungen von Impact veröffentlichen darf.
Zum ersten Mal live wurde TNA iMPACT! am 27. März 2008 übertragen. Eine live-Show am Montagabend fand am 4. Januar 2010 statt, bei der unter anderem Hulk Hogan sein GFW-Debüt hatte. Ab dem 8. März 2010 sendete man dann jeden Montag und alle zwei Wochen live; parallel zur TV-Konkurrenz RAW. Auf Grund schlechter Einschalt-Quoten wechselte man am 13. Mai 2010 jedoch zurück auf den Donnerstagabend. Ab dann wurde die Show in der Regel alle zwei Wochen montags und dienstags aufgezeichnet.
Bei der Ausgabe vom 12. Mai 2011 wurde TNA iMPACT! offiziell in Impact Wrestling umbenannt. Am 17. Mai 2012 wurde durch TNA-Präsidentin Dixie Carter und Spike TV-Präsident Kevin Kay verkündet, dass Impact Wrestling ab dem 31. Mai 2012 zumindest den ganzen Sommer über donnerstags live aus den Universal Studios in Orlando bei Spike TV ausgestrahlt wird. Impact Wrestling ist zudem bereits ab 20 Uhr US-Zeit zu sehen. Zunächst war die Live-Ausstrahlung bis August 2012 geplant, wurde inzwischen jedoch verlängert. Ab dem 14. März 2013 findet die Show nicht mehr in den Universal Studios, sondern in wöchentlich wechselnden Austragungsorten über die kompletten Vereinigten Staaten und gelegentlich im Ausland statt. Im Jahr 2015 wurde GFW bei Destination America ausgestrahlt und ab 2016 auf Pop TV.

### Im deutschen Fernsehen
GFW ist auch eine in Deutschland bekannte Wrestling-Promotion. Nachdem die Show zunächst von Eurosport übertragen wurde, gab am 20. Februar 2008 Sky Deutschland (damals Premiere) in einer Mitteilung die Ausstrahlung von Impact Wrestling bekannt. So wurden die wöchentlichen Shows ab dem 4. April, jeweils mit einer Woche Unterschied zu den US-Sendungen, jeden Montag um 17.45 Uhr auf Sky Sport 2 ausgestrahlt. Von Februar 2011 an lief Impact jeden Dienstag um 11:00 Uhr (Wiederholungen um 17:30 Uhr und 22:00 Uhr), sowie ab dem 2. August 2011 auch um 4:30 Uhr und 14:00 Uhr. Die monatlichen Pay-Per-Views wurden ab Juni 2008 live gegen ein Entgelt von 15 Euro auf Sky Select gezeigt. Die jeweils aktuelle Impact-Show vor einem Pay-Per-View wurde dann schon zwei Stunden vor diesem auf Sky Select ohne weiteres Entgelt für alle Sky-Abonnenten angeboten. Der Vertrag zwischen TNA und Sky lief am 1. Januar 2013 aus. Vom 6. März 2013 bis 1. März 2014 wurde Impact Wrestling als einstündiges Highlight-Format zunächst mittwochs, später am Samstag um 22 Uhr auf Sport1 ausgestrahlt. Der Sender ersetzte damit sein bisheriges Wrestling-Programm bestehend aus SmackDown und WWE BottomLine. Darüber hinaus bot Sport1 auf seiner Webseite ein umfangreiches Video-On-Demand-Angebot mit Highlights und Live-Events; u. a. die ungekürzte, zweistündige Ausgabe von Impact Wrestling sowie monatliche, dreistündige Special-Events. Die drei Großveranstaltungen TNA Lockdown, TNA Slammiversary und TNA Bound for Glory wurden dort 2013 als Live-Streams zur Verfügung gestellt. Seit dem 28. Februar 2015 war Impact Wrestling vorläufig bis April auf DMAX ausgestrahlt. Momentan gibt es keine Ausstrahlung im deutschen Fernsehen.

### Konzept
Wie im Wrestling üblich, ist der gesamte Inhalt der Sendung von im Vorfeld ausgearbeiteten Storylines bestimmt. In der Regel werden im Verlauf der zweistündigen Show vier bis sieben Matches ausgetragen, darüber hinaus beinhaltet sie auch Interviews, Promos und Backstage-Segmente. Die weiblichen Wrestlerinnen werden bei TNA als Knockouts bezeichnet, als deren Organisatorin fungiert Hulk Hogans Tochter Brooke.
Zu Anfangszeiten auf dem Sender Fox Sports Net unterlagen die Matches einem Zeitlimit von 10 Minuten, Tag-Team-Matches und das Main Event 20 Minuten. Im Falle einer Überschreitung wurde der Sieger von einem „Championship Komitee“ ermittelt, bestehend aus drei erfahreneren Wrestlern. Nach Verlassen des Senders wurde das Konzept der Zeitlimits verworfen.

### Weitere Shows
Neben Impact Wrestling strahlt Spike TV noch die einstündige B-Show TNA Xplosion aus, in der die in der Hauptshow weniger eingesetzten Wrestler auftreten. Eine weitere ehemalige Sendung ist TNA Re-Action, die im Anschluss von Impact ausgestrahlt wurde und in der die Wrestler ihre Meinung zur jeweiligen Ausgabe wiedergaben. Die Show lief vom 12. April bis 30. Dezember 2010. Der deutsche Sender Sport1 strahlte im März 2013 im Anschluss zu Impact Wrestling eine Best-of-Sendung aus, die das Geschehen bei Impact Wrestling Anfang 2013 bis März 2013 für die deutschen Zuschauer zusammenfasst.